# Sengphachan Bounthisanh
Sengphachan Bounthisanh (Vientián, 1 de junio de 1987) es un futbolista de Laos que juega como arquero. Su equipo actual es el Champasak FC de la Liga Premier de Laos.

## Trayectoria
Con 16 años, hizo su debut en la liga con el Vientiane FC. Ha tenido buenas actuaciones bajo los tres palos en las temporadas que ha jugado, y de momento, sigue en su club hasta la actualidad.

## Selección nacional
Ha sido internacional con la Selección de fútbol de Laos en 27 ocasiones. Marcó su debut el 12 de noviembre de 2006 en un partido de la etapa clasificatoria al Campeonato de Fútbol de la ASEAN 2006-2007 ante Filipinas, en un cotejo que terminó a favor de los laosianos por 1-2, con gran actuación suya.
Habitualmente, es el arquero titular de su selección desde el partido en que debutó. 

## Estadísticas

### Resumen estadístico
| Competición                       | Partidos | Goles encajados | Promedio |
| --------------------------------- | -------- | --------------- | -------- |
| Copa del Tigre, ASEAN, AFF Suzuki | 24       | 53              | 2,21     |
| Amistosos                         | 3        | 7               | 2,33     |
| TOTAL                             | 27       | 60              | 2,22     |

## Clubes
| Club         | País | Año         |
| ------------ | ---- | ----------- |
| Vientiane FC | Laos | 2003 - 2013 |
| Champasak FC | Laos | 2013 -      |